# Charles Smith Olden
Charles Smith Olden, född 19 februari 1799, död 7 april 1876, var en amerikansk politiker och guvernör i New Jersey från 1860 till 1863, under den första delen av amerikanska inbördeskriget.

## Tidigt liv
Olden föddes i Princeton, New Jersey som son till Hart Olden och Temperance Smith. Han gick i offentliga skolor i New Jersey. Han gifte sig med Phoebe Ann Smith 1832. Han var en framgångsrik affärsman, vilket förde honom till Pennsylvania, sedan Louisiana och därefter tillbaka till New Jersey.

## Politisk karriär
Olden var medlem av Republikanerna och ledamot av New Jerseys senat för Mercer County från 1845 till 1850. Han efterträdde William A. Newell som guvernör i New Jersey den 17 januari 1860. I enlighet med den dåvarande delstatsgrundlagen tjänstgjorde han bara en treårig mandatperiod och efterträddes den 17 januari 1863 av Joel Parker.
Han utnämndes att tjänstgöra i New Jersey Court of Errors and Appeals, som då var delstatens högsta domstol, och innehade den posten från 1868 till 1873. Han var elektor i presidentvalet 1872 för New Jersey.
Olden avled i Princeton, New Jersey, den 7 april 1876. Han begravdes på Stony Brook Meeting House and Cemetery.